# Daniel Viteri
Daniel Jimmy Viteri Vinces (ur. 12 grudnia 1981 w Guayaquil) – piłkarz ekwadorski grający na pozycji bramkarza.

## Kariera klubowa
Viteri pochodzi z miasta Guayaquil. Karierę zawodniczą rozpoczął w tamtejszym klubie Emelec Guayaquil. W 1999 roku zadebiutował w jego barwach w ekwadorskiej Serie A, ale w pierwszych dwóch sezonach nie był podstawowym bramkarzem tego klubu. W 2001 roku dotarł z Emelekiem do finału Copa Merconorte, jednak przegrał w nim z kolumbijskim Millonarios FC. W tym samym roku został też mistrzem Ekwadoru, a sukces ten powtórzył rok później. W 2005 roku odszedł z zespołu i został piłkarzem stołecznego Deportivo Quito, w którym spędził trzy sezony. W 2008 roku sprowadził go do siebie zespół LDU Quito, w którym stał się dublerem Joségo Cevallosa. W tym samym sezonie zdbobył z LDU Copa Libertadores, dzięki zwycięstwu w finale po serii rzutów karnych z brazylijskim Fluminense FC.

## Kariera reprezentacyjna
W 2002 roku Viteri został powołany przez selekcjonera Hernána Darío Gómeza do reprezentacji Ekwadoru na Mistrzostwa Świata 2002. Nie miał wówczas na koncie debiutu w kadrze narodowej, a na Mundialu był rezerwowym dla Joségo Cevallosa i nie wystąpił w żadnym spotkaniu. W reprezentacji zadebiutował dopiero w 2007 roku, 13 października w meczu eliminacji Mistrzostw Świata 2010 przeciwko Wenezueli (0:1). Wystąpił także 4 dni później w spotkaniu z Brazylią (0:5). Na te mecze został powołany wskutek kontuzji Javiera Klimowicza i Cristiana Mory.